# 둥안성
둥안성(중국어 간체자: 东安省, 정체자: 東安省, 병음: Dōng'ān, 한국어: 동안성)은 만주국의 성이다. 약칭은 둥(東)이다. 1939년 6월, 만주국 정부는 둥안성을 설치하였고, 1943년 10월, 둥만총성(东满总省)에 편입되었다. 오늘날 헤이룽장성의 동부에 해당한다.

## 역사
1939년 6월 1일, 만주국은 북방 국경의 국방력 강화를 위해서 싼장성(三江省)의 라오허현(饶河县), 바오칭현(宝清县)과 무단장성의 미산현(密山县), 후린현(虎林县)으로 둥안성을 신설하였으며, 미산(密山), 무링(穆棱), 보리현(勃利县)의 일부에 린커우현(林口县)을 설치하여 5현을 관할하였다.
1941년 1월, 싼장성(三江省)의 보리현(勃利县)이 새롭게 이관되어, 동년 9월 미산현 서부에 지시현(鷄西县)이 신설되었다. 다음 해 1942년 1월, 성 정부 소재지인 둥안가(東安街)에 시제가 시행되어 둥안시(东安市)가 탄생하였으며, 1시 6현을 관할하게 되었다. 1943년 10월 1일, 젠다오성(间岛省), 무단장성(牡丹江省)과 함께 통합되어 둥만총성(东满总省)으로 개편되면서 둥안성은 폐지되었다.

## 같이 보기
- 만주국의 행정 구역